# Walter Nehring
Walther Kurt Joseph Nehring (Stretzin, 15 augustus 1892 - Düsseldorf, 20 april 1983) was een Duitse officier en General der Panzertruppe. Hij voerde ook het commando over het Afrikakorps en was opperbevelhebber van het 1e Pantserleger.

## Leven

### Eerste Wereldoorlog
Na het behalen van zijn Abitur, trad Nehring op 16 september 1911 als Kadett (cadet) toe tot het Deutschordens-Infanterie-Regiment Nr. 152. Als Zugführer (pelotonscommandant) nam hij deel aan de Eerste Wereldoorlog, en hij raakte in 1914 aan het Oostfront voor het eerst gewond. In december 1914 keerde hij naar zijn stamregiment terug, waarna hij in november 1914 als adjudant in het mobiele Ersatz-Bataillons 148 ingezet was. Hij werd in de Eerste Wereldoorlog met beide klasse IJzeren Kruis 1914 onderscheiden. Op 16 juni 1916 werd hij bevorderd tot Oberleutnant.
In het voorjaar van 1916 werd hij op eigen verzoek overgeplaatst naar de Luftstreitkräfte. Na 14 dagen opleiding, stortte hij op 23 juni 1916 neer, hierbij brak hij zijn kaak en liep een hersenschudding op. Nadat hij genezen verklaard was, werd hij naar het Deutschordens-Infanterie-Regiment Nr. 152 overgeplaatst, deze eenheid vocht aan het Westfront. Op 1 juli 1918 raakte Nehring door een buikverwonding bij de Kemmelberg zwaargewond, zodat hij de einde van de oorlog in een veldhospitaal mee maakte. Eind 1918, begin 1919 nam hij in West-Pruisen aan grensgevechten tegen Polen deel.

### Interbellum
In 1921 werd Nehring in de Reichswehr opgenomen, waar hij op 1 maart 1923 bevorderd tot Hauptmann werd. Op 7 september 1923 trouwde hij met Annemarie Rohrbeck, een jong meisje uit een welgesteld familie van het landhuis Neuburg nabij Christburg in het district Stuhm. Het jonge paar verhuisde naar een tweekamerappartement in Allenstein, dat de Nehrings weer snel moest verlaten. Op 1 oktober 1923 werd Nehring naar de Führergehilfenausbildung in Koningsbergen gecommandeerd. Het ging hierom een verkapte opleiding tot stafofficier, die vanwege het Verdrag van Versailles de Reichswehr verbood om een Generale Staf op te richten. Op 1 oktober 1925 werd hij naar het Rijksministerie van Oorlog overgeplaatst, en nam hij als een van 15 deelnemers aan de 3e leergang van de Generalstabsausbildung deel. De familie was uitgebreid met dochter Annemarie (18 september 1924), inmiddels waren zij naar Berlijn verhuisd. Aansluitend werd hij op 1 oktober 1926 naar de Generale Staf, toen nog ter camouflage het Truppenamt (Troepenambt) genoemd, overgeplaatst. Daar was hij belast met Operationsabteilung (T 1) de gemotoriseerde inzet van troepen in Manöver. Een jaar later leerde hij de overgeplaatste Major Heinz Guderian kennen. Deze was belast met het ontwerpen van een voorschrift voor de autoservice. Vanaf 1 maart werd Nehring naar Münster overgeplaatst, om zich bij de 6. (Preußische) Sanitäts-Abteilung (6e (Pruisische) Geneeskundige-afdeling) met de zware transportvoertuigen en met het gebruik ervan vertrouwd raken. Hij behaalde ook zijn militair rijbewijs voor de vrachtwagen. In augustus 1929 werd hij bij de 6. (Preußische) Kraftfahr-Abteilung (6e (Pruisische) Vrachtwagen-afdeling) in Münster ingedeeld. Onder het commando van Oberstleutnant Erler werd het tot de eerste Kraftfahr-Kampfeinheit (Vrachtwagen-gevechtseenheid) in de Reichswehr uitgebouwd. Deze bestond uit drie compagnieën. De 1e compagnie onder het bevel van Hauptmann Nehring, werd als gemotoriseerde compagnieën uitgebouwd (twaalf lichte en vier zware MG's op BMW-motorfietsen met bijwagen). De 2e compagnie onder bevel van Hauptmann Brensing bestond al als gemotoriseerde compagnie sinds 1927, en was met neptanks uitgerust. De 3e compagnie onder de leiding van Hauptmann Nedtwig was als compagnie met nep-Panzerspähwagen uitgerust. Op 24 februari 1930 werd in Münster Nehrings zoon Christoph geboren.
Vanaf 1 februari 1932 werd Nehring tot Major i.G. in de Generale Staf benoemd. Op 1 april 1932 werd hij weer naar het Rijksministerie van Oorlog overgeplaatst, waar hij 1e Generale Stafofficier van de inspectie van de gemotoriseerde troepen. Stafchef was destijds Oberstleutnant Heinz Guderian. In de volgende drie jaar had hij een aanzienlijk aandeel in de opbouw van de Duitse pantsertroepen.
Einde 1932 stelde Nehring in opdracht van de opleidingsafdeling (T-4) van het Troepenambt een studie op. De studie had als thema „Die Panzerbrigade im Rahmen des Kavalleriekorps“ met de belangrijkste stellingen: „omvangrijke inzet tegen de flanken en achterhoede van de tegenstander". 
In juni 1939 na de Anschluss in Wenen, werd er een nieuw Generalkommando (19e Gemotoriseerde Korps) opgebouwd en onder het commando van Guderian gesteld. Oberst Nehring werd op 1 juli 1939 tot chef van de Generale Staf van dit legerkorps benoemd.

### Tweede Wereldoorlog
Tijdens de Poolse Veldtocht diende hij als chef van de Generale Staf onder General der Panzertruppe Heinz Guderian. Het korps werd in de Poolse corridor ingezet, en werd bij de tweede inzet met twee pantserdivisies en twee gemotoriseerde infanteriedivisies via Oost-Pruisen naar Brest-Litovsk gedirigeerd. Het was de eerste inzet van een zelfstandig opererend pantserleger, waarbij de gemotoriseerde infanterie de opdracht kreeg die voorheen cavalerie vereiste. 
Het 19e Gemotoriseerde Korps nam in mei 1940 aan de slag om Frankrijk deel. De Oberst Nehring had als de chef van de Generale Staf de opdracht om 1e Pantserdivisie, 2e Pantserdivisie en de 10e Pantserdivisie, versterkt met het Infanterieregiment (mot.) Großdeutschland in de regio Sedan te plannen en voor te bereiden. Na de doorbraak liet Hitler Guderian de Pantsergroep Guderian, die uit vier pantser- en twee gemotoriseerde infanteriedivisies bestond opbouwen. Begin augustus 1940 werkte Nehring in staf van de Pantsergroep Guderian in Berlijn.
Op 1 augustus 1940 werd Nehring bevorderd tot Generalmajor. Op 25 oktober 1940 kreeg hij het bevel over de nieuw opgerichte 18e Pantserdivisie met geplaatst in Chemnitz.
In het begin van operatie Barbarossa in juni in 1941 stond zijn divisie onder het bevel van de Panzergruppe 2, die door Generaloberst Heinz Guderian gevoerd werd. De Westelijke Boeg moest met amfibiepantsers doorwaad worden, deze waren voor operatie Seelöwe
bestemd. De aanval werd tot de Beresina doorgezet. Bij de strijd om het Russische bruggenhoofd bij Borisov, werd beide belangrijke bruggen over de Beresina veroverd. Hiervoor werd Nehring op 27 juli 1941 met het Ridderkruis van het IJzeren Kruis onderscheiden.
Op 1 februari 1942 werd Nehring bevorderd tot Generalleutnant, nadat hij de 216e Infanteriedivisie onder Generalleutnant Werner von Gilsa en andere legereenheden uit een omsingeling bevrijd had. Dezelfde dag gaf hij het commando over de 18e Pantserdivisie weer over.
Begin maart 1942 nam Nehring tijdens het verlof van Ludwig Crüwell tijdelijk het commando over het Afrikakorps. Vanwege de gevangenname van Crüwell kort na zijn terugkeer, behield Nehring ook het commando tijdens de slag bij Gazala van 26 mei tot 21 juni 1942, die weer tot de verovering van Tobroek leidde. Met zijn bevordering tot General der Panzertruppe op 1 juli 1942, werd hij tot Kommandierender General (bevelvoerend-generaal) van het korps benoemd. Tijdens de Slag bij Alam el Halfa raakte hij op 31 augustus bij een luchtaanval zwaargewond. Na zijn genezing in Duitsland, werd Nehring op 16 november 1942 het commando over de Duitse troepen in Tunesië overgedragen. Hij reorganiseerde de Duitse en Italiaanse troepen. Drie dagen later versloeg hij de geallieerde troepen in Medjez-el-Bab en tegen het einde van de maand had hij ook Djedeida ingenomen.
Als commandant van Tunesië legde hij de Joodse gemeenschap in Tunesië een geldboete van 20 miljoen Frank op, omdat het internationale jodendom voor de geallieerde landing in Noord-Afrika verantwoordelijk was. Hij liet de Joodse bevolking in strijd met het volkerenrecht, door middel van dwangarbeid fortificatiesbouwen. Na de overname van het commando door Generaloberst Hans-Jürgen von Arnim begin december 1942, werd Nehring naar het Führerreserve (OKH) overgeplaatst. 
In februari 1943 werd Nehring naar het Oostfront bevolen, waar hij het 24e Pantserkorps en vanaf juli 1944 tot augustus 1944 het 4e Pantserleger (tijdelijk) commandeerde. Voor zijn verdienste bij een terugtrekking van zijn troepen zonder veel slachtoffers (11 dagen en 250 km) in de zogenaamde „slenterende omsingeling bij Kielce" werd hij op 22 januari 1945 met Zwaarden bij zijn Ridderkruis van het IJzeren Kruis met Eikenloof onderscheiden. Op 19 maart 1945 kort voor het einde van de oorlog, werd hij tot opperbevelhebber van het 1e Pantserleger benoemd.
Aan het einde van de oorlog, raakte hij op 9 mei 1945 bij Budweis in Tsjechië in krijgsgevangenschap bij het Amerikaanse leger.

### Na de oorlog
Op 1 juni 1948 werd hij weer vrijgelaten uit het krijgsgevangenschap. Tijdens zijn gevangenschap, eerst in Garmisch en later in Allendorf en Neustadt bei Marburg/Lahn, hield Nehring zich bezig met het schrijven van de militaire geschiedenis. Dit als voorbereiding op Amerikaanse oorlogsgeschiedschrijving over de Tweede Wereldoorlog. In het open kamp Neustadt, en later het kamp voor geschiedschrijving genoemd, werkte Nehring in 1947 samen met de voormalige Generaloberst Guderian. In 1949 werd Nehring lid van de Landsmannschaft West-Pruisen, en schreef als ereambt een artikel over West-Pruisen. Hij bouwde een civiele carrière bij de firma Deutscher Kraftverkehr in Düsseldorf op. Ten slotte was hij personeelschef en als gepassioneerde jager organiseerde hij met zijn toenmalige bedrijfsleider Karl Kniebaum de wildbeheereenheid van de Duitse Jachtvereniging. Hij was lid van de Rijn-Roer-Clubs, en werkte daar verschillende jaren in het bestuur. Vanaf 1964 schreef Nehring meerdere boeken over militaire geschiedenis (onder andere Die Geschichte der Deutschen Panzerwaffe 1916 bis 1945, Berlijn 1969). Hij was in zijn tijd een veel gevraagd militair expert, mede doordat de bestanden van de voormalige Wehrmacht nog niet beschikbaar waren voor onderzoek. In 1955 tijdens de voorbereidingen voor de opbouw van de Bundeswehr, stelde Nehring zich als adviseur van de commissie voor defensie van de CDU ter beschikking.

## Militaire carrière
- General der Panzertruppe:  1 juli 1942[9][18][2][23]
- Generalleutnant: 1 februari 1942[9][2][4][23]
- Generalmajor: 1 augustus 1940[9][2][4][23]
- Oberst: 1 maart 1937[9][2][4]
- Oberstleutnant: 1 september 1934[2][4]
- Major i.G.:[24]:[9] 1 februari 1932 (benoemingsakte (RDA) vanaf 1 april 1931)[2][4]
- Hauptmann: 1 maart 1923[9][2][4]
- Oberleutnant: 6 juni 1916[10][2][4]
- Leutnant: 23 februari 1913 (met Patent van 22 februari 1911)[2][4]
- Fahnenjunker: 16 september 1911[9][2][4]

## Onderscheidingen
Selectie:
- Ridderkruis van het IJzeren Kruis met Eikenloof en Zwaarden (nr.124) op 22 januari 1945 als General der Panzertruppe en Kommandierender General van het XXIV. Panzer-Korps aan het Oostfront[25][26][10][4][9][23]
- Ridderkruis van het IJzeren Kruis met Eikenloof (nr.383) op 8 februari 1944 als General der Panzertruppe en Kommandierender General van het XXIV. Panzer-Korps/4. Panzer-Armee/Heeresgruppe Süd[25][26][10][4][9][6][23]
- Ridderkruis van het IJzeren Kruis op 24 juli 1941 als Generalmajor en commandant van het 18. Panzer-Division/XXXXVII. Armee-Korps (mot.)/Panzergruppe 2/Heeresgruppe Mitte[25][26][4][9][23]
- Herhalingsgesp bij IJzeren Kruis 1939, 1e Klasse (29 september 1939) en 2e Klasse (11 september 1939)[25][9]
- IJzeren Kruis 1914, 1e Klasse[10] (25 november 1917) en 2e Klasse[10] (27 januari 1915)[25][9]
- Gewondeninsigne 1918 in zwart[10] en zilver[4] op 31 augustus 1942[27]
- Gewondeninsigne 1939 in goud op 2 september 1943[25][4][6]
- Dienstonderscheiding van Leger, 1e Klasse (25 dienstjaren)[25]
- Panzerkampfabzeichen in zilver (zonder getal)[25][9] op 10 juli 1941[27]
- Zilveren medaille voor Dapperheid (Italië) in juni 1942[25][9]
- Commandeur in de Orde van Militaire Verdienste (Spanje) in 1940[27]
- Kruis van Verdienste, 1e Klasse[25]op 27 juli 1973[4][9][6]
- Medaille van West-Pruisen in 1971[3][9]
- Erekruis voor Frontstrijders in de Wereldoorlog[25]
- Mouwband Afrika[25] op 16 maart 1943[27]
- Hij werd eenmaal genoemd in het Wehrmachtsbericht[25].

## Publicaties
- Kampfwagen an die Front! Geschichtliche und neuzeitliche Entwicklung des Kampfwagens im Auslande. Verlag Johannes Detke, Leipzig 1934.
- Heere von morgen. Ein Beitrag zur Frage der Heeresmotorisierung des Auslandes. Voggenreiter Verlag, Potsdam 1935.
- Die Geschichte der deutschen Panzerwaffe. 1916–1945. Propyläen-Verlag, Berlin 1969. Motorbuch Verlag 2000, ISBN 978-3-87943-320-9.
- Panzerabwehr : Eine Untersuchung über ihre Möglichkeiten auf Grund der Ansichten und Maßnahmen des Auslandes, sowie kriegsgeschichtliche Unterlagen. E.S. Mittler & Sohn Verlag, Berlin, 1936
- Panzervernichtung : Ihre Möglichkeit auf Grund der Ansichten und Maßnahmen des Auslandes sowie kriegsgeschichtliche Unterlagen des Weltkrieges und Erfahrungen aus den Feldzügen von 1939/41. 3. völlig neubearbeitete und erweiterte Auflage, E.S. Mittler & Sohn Verlag, Berlin, 1941